# 逃亡跡
逃亡跡（とうぼうあと）とは、中世日本において作成された検注帳などに登場する言葉で、本来そこを耕していた百姓が逃亡して、耕作する者がいなくなった土地を指している。

## 概要
「跡」という言葉には過去の人物が持っていた土地や屋敷などの財産、地位や業績などの意味を有しており、かつて存在した御家人が所有していた土地もしくはそこにかかる賦課を「（御家人）跡」と称したのと同じように、かつて存在していた百姓が逃亡前に耕作していた土地を指して、「逃亡跡」と称していた。
「逃亡」は本来、律令法において許可なく本貫地を離れる行為を指していたが、律令制による土地・人民支配制度が崩れて、荘園公領制に移行すると、国家や荘園は、田畠や在家を課税基準として年貢や公事などを賦課していった。年貢や公事の重い負担や戦乱や災害などで生活が困難になった人の中には、田畠や家を捨てて他所に移る百姓も現れた。こうした人々を前代に倣って「逃亡」と称したのである。
逃亡した者の田畠は耕作されなくなり、このままでは荒地となってしまうが、こうした事態は荘園領主や現地の預所・地頭などの在地領主、そして村のいずれとしても許容できるものではなかった。荘園領主にとっては年貢・公事収入の減少、在地領主にとっては得分の減少につながり、村にとっても在家百姓の減少は村の運営・維持に支障をきたした。だが、当時の小規模かつ複雑に錯綜した当時の荘園公領制の領主には逃亡した百姓を強制的に連れ戻す手段がなかった。このため、他所から流れてくる逃亡者を好条件で迎え入れて逃亡跡に定住・耕作させる、すなわち跡を継承・復元していくことが各方面の利益に適っていた。
だが、逃亡跡の対策（「勧農」）を具体的に誰が仕切るのかについては、在地領主と村の間で強い対立があった。在地領主にとっては収入の維持が重要であったため、時には自己の下人に耕作させたり、村に命じて共同で耕作させる場合もあったが、その方針は村の運営・維持のために一定以上の在家百姓を必要とするという村の利益に反していたため、在地領主の「非法」として激しい抵抗を起こした。また、荘園領主が直接任じた預所の場合、本来は現地にいるべきなのに、実際には京都や本所の元に留まっている場合が多く、迎え入れた逃亡者が「穏便」（村や領主と諍いを起こさずに真面目に耕作に従事する）かの判断が困難であったため、村側に主導権を渡さざるを得ない場合も多かった。また、同じ在地領主でも預所と地頭が別個設置されているなど、複数の在地領主がいる場合には新しい耕作者の決定権やそれまでの逃亡跡の領有権を巡って相論になる場合もあった。
逃亡者が発生した場合には跡を継承・復元していくという方針は、江戸時代に至るまで原則とされていた。江戸幕府や藩は欠落（中世の逃亡に相当）が発生した場合には、その責任を村に負わせていたが、その一方で人返しの法を出したり、欠落者が帰村を望んだ場合にはその処分を軽くするなど、百姓の減少抑制に努める方針を示した。これは幕藩体制の農民統制の維持という側面もあったものの、中世以来、村側が強く押し出してきた村の運営・維持のために必要な百姓数の確保という主張を領主側も認めていたという側面も有していた。